# Aló Presidente

logo.

Aló Presidente est une ancienne émission télévisée vénézuélienne animée par le président vénézuélien Hugo Chávez. Cette émission lui sert de tribune pour présenter et défendre sa politique.
Aló Presidente est diffusé de 1999 à 2012 sur la chaîne Venezolana de Televisión et sur toutes les chaînes hertziennes tous les dimanches à 11 heures. L'émission a une durée variable, son record s'établissant à 8 heures et 8 minutes. En tout 1600 heures et 378 éditions sont diffusées pendant treize ans, avec certaines interruptions, notamment lors du traitement du cancer du président à Cuba. En 2013, l'émission revient avec la rediffusion de best-off de trois heures sous le nom Aló Comandante.
Aló Presidente aurait « inspiré des programmes similaires aux présidents d'autres pays, notamment la Bolivie et l'Équateur », dirigés respectivement par Evo Morales et Rafael Correa.

## Sources